# Walenty z Olkusza
Walenty z Olkusza (zm. 21 sierpnia 1508 w Krakowie) – prawnik, profesor i rektor Akademii Krakowskiej.

## Życiorys
Był synem Jakuba, zamożnego mieszczanina z Olkusza. W 1459 rozpoczął studia na Wydziale Sztuk Wyzwolonych Akademii Krakowskiej. Stopień bakałarza uzyskał w 1462, a magistra nauk wyzwolonych w grudniu 1468. Prowadził wykłady na Wydziale Sztuk Wyzwolonych, równocześnie studiując prawo kanoniczne. Stopień bakałarza dekretów uzyskał w 1475, a w 1478 stopień doktora dekretów. W 1481 był pierwszym seniorem Bursy Prawników ufundowanej dla uczelni przez Jana Długosza. W 1484 był dziekanem Wydziału Prawa, ponownie w 1495. W 1486 został proboszczem w Luborzycy i przeszedł na Akademii na Katedrę Nowych Praw. 24 września 1491 został kanonikiem kapituły katedralnej. W semestrze zimowym 1492 pod nieobecność rektora Jana z Latoszyna kierował Akademią. Wybrano go rektorem w 1495 i ponownie w 1499. W 1499 powierzono mu stanowisko wicekanclerza i obrońcy praw oraz przywilejów uczelni, które sprawował do 1503. Od 1492 był także zarządcą dóbr katedralnych. W lutym 1501 Fryderyk Jagiellończyk mianował go oficjałem generalnym krakowskim.
Do 1500 był prebendarzem Kaplicy św. Trójcy na Wawelu.